# Evropská hokejová liga 1996/1997
Evropská hokejová liga 1996/1997 byla prvním ročníkem nové evropské hokejové soutěže. Tento rok se hrála zároveň s posledním ročníkem Poháru mistrů. Soutěž se hrála od září 1996 do ledna 1997.
Vítězem se stalo mužstvo TPS Turku, které porazilo ve finále OHK Dynamo Moskva.

## Základní skupiny

### Skupina A

#### Zápasy
| Domácí           | Skóre | Hosté            |
| ---------------- | ----- | ---------------- |
| Manchester Storm | 0:6   | TPS Turku        |
| Berlín Capitals  | 1:5   | Luleå HF         |
| TPS Turku        | 4:2   | Berlín Capitals  |
| Luleå HF         | 10:6  | Manchester Storm |
| Manchester Storm | 2:4   | Berlín Capitals  |
| TPS Turku        | 3:3   | Luleå HF         |
| Berlín Capitals  | 6:1   | Manchester Storm |
| Luleå HF         | 0:3   | TPS Turku        |
| Manchester Storm | 0:11  | Luleå HF         |
| Berlin Capitals  | 0:2   | TPS Turku        |
| Luleå HF         | 1:3   | Berlin Capitals  |
| TPS Turku        | 2:1   | Manchester Storm |

#### Tabulka
| Poř. | Klub             | Body |
| 1    | TPS Turku        | 11   |
| 2    | Luleå HF         | 7    |
| 3    | Berlín Capitals  | 6    |
| 4    | Manchester Storm | 0    |

### Skupina B

#### Zápasy
| Domácí              | Skóre | Hosté               |
| ------------------- | ----- | ------------------- |
| OHK Dynamo Moskva   | 5:0   | Färjestad BK        |
| Vålerenga           | 2:1   | HC České Budějovice |
| HC České Budějovice | 1:1   | OHK Dynamo Moskva   |
| Färjestad BK        | 7:2   | Vålerenga           |
| Vålerenga           | 1:8   | OHK Dynamo Moskva   |
| HC České Budějovice | 3:3   | Färjestad BK        |
| OHK Dynamo Moskva   | 3:2   | Vålerenga           |
| Färjestad BK        | 3:5   | HC České Budějovice |
| Vålerenga           | 1:4   | Färjestad BK        |
| OHK Dynamo Moskva   | 2:6   | HC České Budějovice |
| HC České Budějovice | 2:1   | Vålerenga           |
| Färjestad BK        | 1:2   | OHK Dynamo Moskva   |

#### Tabulka
| Poř. | Klub                | Body |
| 1    | OHK Dynamo Moskva   | 9    |
| 2    | HC České Budějovice | 8    |
| 3    | Färjestad BK        | 5    |
| 4    | Vålerenga           | 2    |

### Skupina C

#### Zápasy
| Domácí               | Skóre | Hosté                |
| -------------------- | ----- | -------------------- |
| HC Sparta Praha      | 9:1   | CE Wien              |
| HC Slovan Bratislava | 7:3   | HC CSKA Moskva       |
| HC CSKA Moskva       | 4:1   | HC Sparta Praha      |
| CE Wien              | 0:9   | HC Slovan Bratislava |
| HC CSKA Moskva       | 5:2   | CE Wien              |
| HC Slovan Bratislava | 1:5   | HC Sparta Praha      |
| HC Sparta Praha      | 5:3   | HC Slovan Bratislava |
| CE Wien              | 1:5   | HC CSKA Moskva       |
| HC Sparta Praha      | 4:2   | HC CSKA Moskva       |
| HC Slovan Bratislava | 6:5   | CE Wien              |
| HC CSKA Moskva       | 1:2   | HC Slovan Bratislava |
| CE Wien              | 3:4   | HC Sparta Praha      |

#### Tabulka
| Poř. | Klub                 | Body |
| 1    | HC Sparta Praha      | 10   |
| 2    | HC Slovan Bratislava | 8    |
| 3    | HC CSKA Moskva       | 6    |
| 4    | CE Wien              | 0    |

### Skupina D

#### Zápasy
| Domácí           | Skóre | Hosté            |
| ---------------- | ----- | ---------------- |
| HC Milano 24     | 1:6   | Kölner Haie      |
| Jokerit Helsinky | 3:1   | SC Bern          |
| Kölner Haie      | 0:1   | Jokerit Helsinky |
| SC Bern          | 8:4   | HC Milano 24     |
| HC Milano 24     | 0:11  | Jokerit Helsinky |
| Kölner Haie      | 2:2   | SC Bern          |
| Jokerit Helsinky | 7:4   | HC Milano 24     |
| SC Bern          | 3:3   | Kölner Haie      |
| Jokerit Helsinky | 3:2   | Kölner Haie      |
| HC Milano 24     | 3:4   | SC Bern          |
| Kölner Haie      | 3:0   | HC Milano 24     |
| SC Bern          | 2:3   | Jokerit Helsinky |

#### Tabulka
| Poř. | Klub             | Body |
| 1    | Jokerit Helsinky | 12   |
| 2    | Kölner Haie      | 6    |
| 3    | SC Bern          | 6    |
| 4    | HC Milano 24     | 0    |

### Skupina E

#### Zápasy
| Domácí      | Skóre | Hosté       |
| ----------- | ----- | ----------- |
| Frölunda HC | 1:2   | Lukko Rauma |
| Rouen HC    | 3:3   | HC Litvínov |
| Lukko Rauma | 4:2   | Rouen HC    |
| HC Litvínov | 1:1   | Frölunda HC |
| Lukko Rauma | 3:5   | HC Litvínov |
| Frölunda HC | 8:0   | Rouen HC    |
| HC Litvínov | 9:4   | Lukko Rauma |
| Rouen HC    | 2:3   | Frölunda HC |
| Rouen HC    | 7:7   | Lukko Rauma |
| Frölunda HC | 6:2   | HC Litvínov |
| Lukko Rauma | 3:4   | Frölunda HC |
| HC Litvínov | 4:2   | Rouen HC    |

#### Tabulka
| Poř. | Klub        | Body |
| 1    | Frölunda HC | 9    |
| 2    | HC Litvínov | 8    |
| 3    | Lukko Rauma | 5    |
| 4    | Rouen HC    | 2    |

## Play-off

### Čtvrtfinále
| Domácí               | Skóre | Hosté                |
| -------------------- | ----- | -------------------- |
| HC České Budějovice  | 2:2   | HC Sparta Praha      |
| HC Litvínov          | 0:2   | TPS Turku            |
| Frölunda HC          | 1:1   | Jokerit Helsinky     |
| HC Slovan Bratislava | 1:5   | OHK Dynamo Moskva    |
| HC Sparta Praha      | 9:3   | HC České Budějovice  |
| TPS Turku            | 4:2   | HC Litvínov          |
| Jokerit Helsinky     | 1:2   | Frölunda HC          |
| OHK Dynamo Moskva    | 3:1   | HC Slovan Bratislava |

### Semifinále
(Turku, Finsko)
| Domácí            | Skóre | Hosté           |
| ----------------- | ----- | --------------- |
| TPS Turku         | 5:3   | HC Sparta Praha |
| OHK Dynamo Moskva | 3:2   | Frölunda HC     |

### O 3. místo
(Turku, Finsko)
| Domácí      | Skóre | Hosté           |
| ----------- | ----- | --------------- |
| Frölunda HC | 4:3   | HC Sparta Praha |

### Finále
(Turku, Finsko)
| Domácí    | Skóre | Hosté             |
| --------- | ----- | ----------------- |
| TPS Turku | 5:2   | OHK Dynamo Moskva |